# Ино (Фиренца)
Ино је насеље у Италији у округу Фиренца, региону Тоскана.
Према процени из 2011. у насељу је живело 211 становника. Насеље се налази на надморској висини од 147 м.